# مارکو استارک (بازیکن فوتبال المان)
مارکو استارک (انگلیسی: Marco Stark؛ زادهٔ ۹ ژوئیهٔ ۱۹۸۱) بازیکن فوتبال اهل آلمان است.
از باشگاه‌هایی که در آن بازی کرده‌است می‌توان به باشگاه فوتبال ارتسگبیرگ آئو، اشپورت فقاند زیگن، باشگاه فوتبال کایزرسلاوترن، باشگاه فوتبال زاربروکن، و باشگاه فوتبال اس‌وی زاندهاوزن اشاره کرد.
وی همچنین در تیم ملی فوتبال زیر ۲۱ سال آلمان بازی کرده‌است.